# Leptaleocera bakeri
Leptaleocera bakeri är en insektsart som först beskrevs av Melichar 1914.  Leptaleocera bakeri ingår i släktet Leptaleocera och familjen Derbidae. Inga underarter finns listade i Catalogue of Life.